# Championnat d'Angleterre de football de deuxième division 1995-1996
Navigation
Édition précédente Édition suivante
La saison 1995-1996 de Football League First Division est la 93e édition de la deuxième division anglaise et la quatrième sous l'appellation Football League First Division.
Les vingt-quatre clubs participants au championnat sont confrontés à deux reprises aux vingt-trois autres pour un total de 552 matchs. La saison régulière démarre en août 1995 et se termine en mai 1996, les barrages de promotion se jouant par la suite. À la fin de la saison, le premier et le deuxième sont promus en Premier League et les quatre suivants s'affrontent en barrages. Les trois derniers sont quant à eux relégués en Football League Second Division.
AFC Sunderland remporte le championnat et est promu directement avec le vice-champion,  Derby County, Leicester City s'impose lors des barrages de promotion et est le troisième promu.

## Compétition

### Classement
Le classement est établi sur le barème de points classique (victoire à 3 points, match nul à 1, défaite à 0).
Pour départager les égalités, on tient d'abord compte du nombre de buts marqués, puis du nombre de buts encaissés.
| Rang | Équipe                  | Pts | J  | G  | N  | P  | Bp | Bc | Diff |
| ---- | ----------------------- | --- | -- | -- | -- | -- | -- | -- | ---- |
| 1    | AFC Sunderland          | 83  | 46 | 22 | 17 | 7  | 59 | 33 | +26  |
| 2    | Derby County            | 79  | 46 | 21 | 16 | 9  | 71 | 51 | +20  |
| 3    | Crystal Palace R        | 75  | 46 | 20 | 15 | 11 | 67 | 48 | +19  |
| 4    | Stoke City              | 73  | 46 | 20 | 13 | 13 | 60 | 49 | +11  |
| 5    | Leicester City R        | 71  | 46 | 19 | 14 | 13 | 66 | 60 | +6   |
| 6    | Charlton Athletic       | 71  | 46 | 17 | 20 | 9  | 57 | 45 | +12  |
| 7    | Ipswich Town R          | 69  | 46 | 19 | 12 | 15 | 79 | 69 | +10  |
| 8    | Huddersfield Town P     | 63  | 46 | 17 | 12 | 17 | 61 | 58 | +3   |
| 9    | Sheffield United        | 62  | 46 | 16 | 14 | 16 | 57 | 54 | +3   |
| 10   | Barnsley FC             | 60  | 46 | 14 | 18 | 14 | 60 | 66 | -6   |
| 11   | West Bromwich Albion    | 60  | 46 | 16 | 12 | 18 | 60 | 68 | -8   |
| 12   | Port Vale               | 60  | 46 | 15 | 15 | 16 | 59 | 66 | -7   |
| 13   | Tranmere Rovers         | 59  | 46 | 14 | 17 | 15 | 64 | 60 | +4   |
| 14   | Southend United         | 59  | 46 | 15 | 14 | 17 | 52 | 61 | -9   |
| 15   | Birmingham City P       | 58  | 46 | 15 | 13 | 18 | 61 | 64 | -3   |
| 16   | Norwich City R          | 57  | 46 | 14 | 15 | 17 | 59 | 55 | +4   |
| 17   | Grimsby Town            | 56  | 46 | 14 | 14 | 18 | 55 | 69 | -14  |
| 18   | Oldham Athletic         | 56  | 46 | 14 | 14 | 18 | 54 | 50 | +4   |
| 19   | Reading FC              | 56  | 46 | 13 | 17 | 16 | 54 | 63 | -9   |
| 20   | Wolverhampton Wanderers | 55  | 46 | 13 | 16 | 17 | 56 | 62 | -6   |
| 21   | Portsmouth FC           | 52  | 46 | 13 | 13 | 20 | 61 | 69 | -8   |
| 22   | Millwall FC             | 52  | 46 | 13 | 13 | 20 | 43 | 63 | -20  |
| 23   | Watford FC              | 48  | 46 | 10 | 18 | 18 | 62 | 70 | -8   |
| 24   | Luton Town              | 45  | 46 | 11 | 12 | 23 | 40 | 64 | -24  |

Promotions
- 1er et 2e : promotion en Premier League
- 3e à 6e : barrages de promotion

Relégations
- 22e à 24e : relégation en Football League Second Division

Abréviations
- R : Relégués de Premier League
- P : Promus de Football League Second Division

### Barrages de promotion
|  | Demi-finales | Demi-finales      | Demi-finales   | Demi-finales   |                |                | Finale | Finale | Finale | Finale |
|  |              |                   |                |                |                |                |        |        |        |        |
|  |              |                   |                |                |                |                |        |        |        |        |
|  | 3            | Crystal Palace    | 2              | 1              |                |                |        |        |        |        |
|  | 3            | Crystal Palace    | 2              | 1              |                |                |        |        |        |        |
|  | 6            | Charlton Athletic | 1              | 0              |                |                |        |        |        |        |
|  | 6            | Charlton Athletic | 1              | 0              | Crystal Palace | Crystal Palace | 1      | 1      |        |        |
|  |              |                   |                |                | Crystal Palace | Crystal Palace | 1      | 1      |        |        |
|  |              |                   | Leicester City | Leicester City | 2              | 2              |        |        |        |        |
|  | 4            | Stoke City        | Leicester City | Leicester City | 2              | 2              | 0      | 0      |        |        |
|  | 4            | Stoke City        |                |                |                |                |        | 0      |        |        |
|  | 5            | Leicester City    | 0              | 1              |                |                |        |        |        |        |
|  | 5            | Leicester City    | 0              | 1              |                |                |        |        |        |        |

Leicester City est promu en Premier League, un an après sa relégation.